# Freeland (Pennsilvània)
Freeland és una població dels Estats Units a l'estat de Pennsilvània. Segons el cens del 2000 tenia 3.643 habitants.

## Demografia
Segons el cens del 2000, Freeland tenia 3.643 habitants, 1.611 habitatges, i 968 famílies. La densitat de població era de 2.009,4 habitants per quilòmetre quadrat.
Dels 1.611 habitatges en un 23,6% hi vivien nens de menys de 18 anys, en un 42,5% hi vivien parelles casades, en un 12,5% dones solteres, i en un 39,9% no eren unitats familiars. En el 37,1% dels habitatges hi vivien persones soles el 20,6% de les quals corresponia a persones de 65 anys o més que vivien soles. El nombre mitjà de persones vivint en cada habitatge era de 2,26 i el nombre mitjà de persones que vivien en cada família era de 2,96.
Per edats la població es repartia de la següent manera: un 21,7% tenia menys de 18 anys, un 7,2% entre 18 i 24, un 25,6% entre 25 i 44, un 22,7% de 45 a 60 i un 22,8% 65 anys o més.
L'edat mediana era de 42 anys. Per cada 100 dones de 18 o més anys hi havia 82,7 homes.
La renda mediana per habitatge era de 31.891 $ i la renda mediana per família de 40.863 $. Els homes tenien una renda mediana de 31.631 $ mentre que les dones 21.471 $. La renda per capita de la població era de 15.701 $. Entorn de l'11,3% de les famílies i el 13% de la població estaven per davall del llindar de pobresa.

## Poblacions més properes
El següent diagrama mostra les poblacions més properes.